# Бонак-Иразен
Бона́к-Иразе́н (фр. Bonac-Irazein, окс. Bonac e Irasenh) — коммуна во Франции, находится в регионе Окситания, на границе с Испанией. Департамент коммуны — Арьеж. Входит в состав кантона Кастийон-ан-Кузеран. Округ коммуны — Сен-Жирон.
Код INSEE коммуны — 09059.

## Население
Население коммуны на 2008 год составляло 138 человек.
| 1962 | 1968 | 1975 | 1982 | 1990 | 1999 | 2008 |
| ---- | ---- | ---- | ---- | ---- | ---- | ---- |
| 169  | 128  | 87   | 84   | 61   | 98   | 138  |

## Экономика
В 2007 году среди 87 человек в трудоспособном возрасте (15—64 лет) 56 были экономически активными, 31 — неактивными (показатель активности — 64,4 %, в 1999 году было 62,5 %). Из 56 активных работали 44 человека (28 мужчин и 16 женщин), безработных было 12 (7 мужчин и 5 женщин). Среди 31 неактивных 8 человек были учащимися или студентами, 6 — пенсионерами, 17 были неактивными по другим причинам.

## Достопримечательности
- Церковь Бонак